# کربلایی صفی‌خان قره‌باغی
کربلایی صفی‌خان قره‌باغی (ترکی آذربایجانی: Kərbəlayı Səfixan Sultanhüseyn oğlu Qarabaği) یک معمار برجسته آذربایجانی و نمایندهٔ مکتب معماری قره‌باغ است، که در سال ۱۸۱۷ در شهرستان اهر به دنیا آمد.
بناهای ساخته شده از سوی وی، حاوی عناصر سنتی و رومانتیک می‌باشند. تمام طرح‌های قره‌باغی همچون مساجد جامع آق‌دام و برده، به عناصر و سبک و سیاق‌های ساده منتسب به سبک معماری آذربایجانی در خود جای می‌دهند. وی در سال ۱۹۱۰ زندگی را بدرود گفت.

## آثار
به‌کارگیری منطقی و ماهرانه صفی‌خان قره‌باغی از سبک‌های معماری سنتی محلی جلوه دهندهٔ خلاقیت ویژه وی می‌باشد.
کتیبه‌ای به خط عربی موجود روی قرنیز مسجد جامع گوهریه یوخاری که از سوی وی به سال ۱۸۸۳ ساخته شده‌است، حکایت از آن دارد که «مسجد توسط صفی‌خان قره‌باغی به سال ۱۳۰۱ (هجری قمری) بنا گردید».
از جمله عمارت‌های ساخته شده توسط قره‌باغی می‌توان مسجد برده، مسجد جامع آق‌دام، مسجد «تاتار» در اودسا، مسجد «قره‌باغلار» در عشق‌آباد و سایر بناهای اجتماعی را نام برد.